# Ursula Peysang
Ursula Peysang (* 10. September 1953 in Mönchen Gladbach; † 27. August 1991 in Hannover) war eine deutsche Schlagersängerin.

## Leben
Unter dem Pseudonym Uschi wirkte sie 1977 bei Henry Valentinos größtem Hit Im Wagen vor mir mit, womit sie in der ZDF-Hitparade und in der ZDF-Fernsehsendung Disco auftrat. Danach nahm sie im selben Jahr als Uschi P. eine Solo-Single mit dem Titel Grünes Licht für Rock ’n’ Roll auf und, schließlich wieder mit Henry Valentino, die Single Wenn du mich fragst, ich bin dabei, wir machen uns das schön – wir zwei.
Am 27. August 1991 starb Peysang kurz vor ihrem 38. Geburtstag an Hepatitis B.

## Diskografie
Singles:
- 1977: Im Wagen vor mir (mit Henry Valentino) / Sie nannten ihn Sunny-Boy (Henry Valentino)
- 1977: Grünes Licht für Rock ’n’ Roll / Auf ’ner Wolke mit ’ner Harfe (als Uschi P.)
- 1978: Wenn du mich fragst, ich bin dabei, wir machen uns das schön – wir zwei (mit Henry Valentino) / Bitte versteh’ (Henry Valentino)